# Jałowiecki Mnich
Mnich (1464 m, według wcześniejszych pomiarów 1460 m), dla odróżnienia od innych tatrzańskich szczytów o tej samej nazwie nazywany Jałowieckim Mnichem (słow. Mních) – szczyt w grzbiecie wznoszącym się po zachodniej stronie wylotu Doliny Jałowieckiej w słowackich Tatrach Zachodnich. Grzbiet ten o nazwie Rygiel (Regeľ) odgałęzia się z grani pomiędzy Małą Kopą (1638 m) a Babkową Przehybą (1494 m) i opada do Mnicha w południowo-wschodnim kierunku. Na wierzchołku Mnicha rozgałęzia się na dwa ramiona; jedno opada na południe w stronę wylotu Mnichowego Żlebu (na północ od Przesieki), drugie, krótsze opada w kierunku wschodnim do Doliny Jałowieckiej (naprzeciwko Trnaca). Masyw Mnicha oddziela Mnichowy Żleb od Sokolego Żlebu.
Zbudowany jest ze skał węglanowych. W większości jest zalesiony, ale w partiach szczytowych znajdują się od wschodniej strony stromo podcięte ściany i skały wznoszące się ponad lasem. Wznosząca się niedaleko na wschód od szczytu wybitna turnia zwana jest Kamienną Marą (Skamenelá Mara). Na północny zachód od Mnicha, na grzbiecie i szerokim siodle (1388 m) oraz po ich południowej stronie jest duża polana Czerwieniec. Nieco powyżej jej północnego końca znajduje się sezonowe schronisko turystyczne Chata Czerwieniec. Wierzchołek Mnicha zwieńczony jest metalowym krzyżem.
W 1981 r. na znacznej części masywu Mnicha utworzono obszar ochrony ścisłej o powierzchni 74,75 ha dla ochrony krasowych form skalnych (w tym jaskiń), dobrze zachowanych siedlisk leśnych, bogatej fauny naskalnych roślin wapieniolubnych i wysokogórskiej fauny. Obszar ten obejmuje również Sokoli Żleb i część zboczy Sokoła. W wapiennych skałach Mnicha i Sokoła gniazdują m.in. rzadkie gatunki ptaków.
W podszczytowych partiach Mnicha jest wiele jaskiń, głównie o pionowym rozwinięciu. Największa z nich to Studnia w Mnichu, mająca głębokość 56 m. Jaskinie te od dawnych czasów były penetrowane przez pasterzy – poszukiwaczy skarbów, którzy do pokonywania pionowych progów używali drewnianych ostrewek.

## Prehistoryczne grodzisko
Na szczycie Mnicha istniało w młodszym okresie halsztackim (około 2,5 tysięcy lat temu) grodzisko obronne. Było to jedno z najwyżej położonych grodzisk na Liptowie, obok refugium na Południcy (1548 m) w Niżnych Tatrach. Zbudowane zostało na planie trójkąta, którego dwa boki kulminujące w wierzchołku chronione są przez skały, a podstawę stanowi wał długości około 70 metrów, szerokości 6–7 m i wysokości około 5 m. Ma on przerwę na bramę, za którą znajduje się sztuczne zagłębienie, pełniące niegdyś funkcję dziedzińca wejściowego. Wał wzmocniony był murem z płyt piaskowca, pochodzącego prawdopodobnie z okolic Liptowskiego Mikułasza, a możliwe, że także konstrukcją drewnianą. Piaskowcowe płyty noszą miejscami ślady pożaru. Na terenie grodziska znaleziono granitowe okrąglaki, zapewne z Jałowieckiego Potoku, będące amunicją do proc, których używano do obrony przed najeźdźcami. Odkryto też fragmenty ceramiki, które pozwoliły na określenie wieku grodziska.

## Szlaki turystyczne
Wierzchołek Mnicha Jałowieckiego nie jest udostępniony turystycznie, najbliższy szlak prowadzi przez pobliską polanę Czerwieniec.
  – niebieski: Bobrowiecki Wapiennik – rozdroże pod Babkami – Chata Czerwieniec. 2:35 h, ↓ 2 h.